# Морган (округ, Джорджія)
Шаблон:StateAbbr_ 33°35′ пн. ш. 83°29′ зх. д. / 33.59° пн. ш. 83.49° зх. д.
Округ Морган (англ. Morgan County) — округ (графство) у штаті Джорджія, США. Ідентифікатор округу 13211.

## Історія
Округ утворений 1862 року.

## Демографія
За даними перепису
2000 року
загальне населення округу становило 15457 осіб, зокрема міського населення було 3616, а сільського — 11841.
Серед мешканців округу чоловіків було 7487, а жінок — 7970. В окрузі було 5558 домогосподарств, 4302 родин, які мешкали в 6128 будинках.
Середній розмір родини становив 3,15.
Віковий розподіл населення поданий у таблиці:
| Стать    | До 15 років | 15-21 | 22-29 | 30-39 | 40-49 | 50-65 | 65-85 | Понад 85 |
| -------- | ----------- | ----- | ----- | ----- | ----- | ----- | ----- | -------- |
| Чоловіки | 1752        | 733   | 645   | 1131  | 1168  | 1271  | 739   | 48       |
| Жінки    | 1689        | 687   | 732   | 1160  | 1204  | 1351  | 946   | 201      |

## Суміжні округи
- Оконі — північ
- Грін — схід
- Патнем — південний схід
- Джеспер — південний захід
- Ньютон — захід
- Волтон — північний захід

## Виноски
1. ↑  U.S. Decennial Census. United States Census Bureau. Архів оригіналу за 19 липня 2018. Процитовано 24 червня 2014.
2. ↑  Historical Census Browser. University of Virginia Library. Архів оригіналу за 11 серпня 2012. Процитовано 24 червня 2014.
3. ↑  Population of Counties by Decennial Census: 1900 to 1990. United States Census Bureau. Архів оригіналу за 2 лютого 2019. Процитовано 24 червня 2014.
4. ↑  Census 2000 PHC-T-4. Ranking Tables for Counties: 1990 and 2000 (PDF). United States Census Bureau. Архів оригіналу (PDF) за 18 грудня 2014. Процитовано 24 червня 2014.
5. ↑  State & County QuickFacts. United States Census Bureau. Архів оригіналу за 9 грудня 2015. Процитовано 18 лютого 2014.(англ.) Наведено за англійською вікіпедією.
6. ↑  American FactFinder. Бюро перепису населення США. Архів оригіналу за 26 лютого 2012. Процитовано 31 січня 2008.

| США | Це незавершена стаття з географії США. Ви можете допомогти проєкту, виправивши або дописавши її. |